# Deutsch-guineische Beziehungen
Die Qualität der Deutsch-guineischen Beziehungen unterlag seit der Aufnahme der bilateralen Beziehungen im Jahre 1958 einigen Schwankungen. Aufgrund der langen entwicklungspolitischen Zusammenarbeit genießt die Bundesrepublik Deutschland in der guineischen Öffentlichkeit einen guten Ruf.

## Geschichte
Otto Friedrich von der Groeben führte 1682 im Auftrag des kurbrandenburgischen Kurfürsten Friedrich Wilhelm 1682 eine Kolonialexpedition an der Guineaküste an. Seine Reisebeschreibungen veröffentlichte er 1692, womit die Region erstmals einem größeren deutschsprachigen Publikum bekannt wurde. Im späten 19. Jahrhundert begründete Friedrich Colin entlang des Flusses Dubréka im heutigen Guinea Handelsniederlassungen und erbat 1884 von Reichskanzler Otto von Bismarck einen Schutzbrief für seine Besitzungen. Ein Jahr später gründete Colin in Frankfurt am Main die Gesellschaft Fr. Colin, Deutsch-Afrikanisches Geschäft und am 6. Januar 1885 stellte Kaiser Wilhelm I. einen offiziellen Schutzbrief des Reichs für die Dubréka-Kolonie die Dembia-Kolonie (Siehe auch Kapitaï und Koba) aus. Im Dezember 1885 erkannte das Deutsche Reich allerdings im Deutsch-Französischen Protokoll die Souveränität Frankreichs über die von Colins erworbenen Schutzgebiete an.
Nach der Unabhängigkeit Guineas wurden 1958 diplomatische Beziehungen zur Bundesrepublik Deutschland etabliert. Nachdem Guinea 1960 einen Diplomaten in die Deutsche Demokratische Republik nach Ost-Berlin entsandt hatte, kam es zu einem diplomatischen Eklat und die Bundesrepublik zog ihren Botschafter in Guinea im Rahmen der Hallstein-Doktrin ab. Um die Krise beizulegen, leugnet Guinea daraufhin jemals einen Botschafter entsandt zu haben. 1962 absolvierte die Guineische Fußballnationalmannschaft ihr erstes Länderspiel gegen die Fußballnationalmannschaft der DDR, welches mit 2:3 verloren geht. 1970 etablierte Guinea schließlich diplomatische Beziehungen zur DDR, weshalb die BRD die Beziehungen abbrach. Fünf Jahre später wurden die Beziehungen zur BRD wieder aufgenommen.
Nach der deutschen Wiedervereinigung entwickelten sich die bilateralen Beziehungen positiv, verschlechterten sich jedoch unter der unter Präsidentschaft von Lansana Conté. 2008 suspendierte Deutschland die entwicklungspolitische Zusammenarbeit mit Guinea nach einem Militärputsch. Nach der Durchführung demokratischer Wahlen 2010 und 2013 verbesserten sich die Beziehungen zwischen beiden Ländern deutlich. 2014 schlossen beide Länder ein Investitionsschutz- und Förderungsabkommen ab. Im Jahre 2019 wurde ein Migrationsabkommen zwischen beiden Ländern unterzeichnet.

## Wirtschaftlicher Austausch
2021 lag das bilaterale Handelsvolumen bei 210 Millionen Euro, womit Guinea den 118. Platz in der Rangliste der deutschen Handelspartner belegte. Deutschland importiert aus Guinea kritische Rohstoffe wie Bauxit und exportiert im Gegenzug vorwiegend industrielle und chemische Erzeugnisse in das Land.

## Entwicklungszusammenarbeit
Deutschland leistet in Guinea seit den 1970er Jahren (mit Unterbrechungen) Entwicklungshilfe. Die deutsche Entwicklungspolitik fokussiert sich auf die Schwerpunkte Grundbildung und Gesundheit. Daneben werden Maßnahmen zur Förderung der Beschäftigung verwirklicht. Weitere Programme gelten der Verbesserung der Regierungsführung und dem Umweltschutz. Der Deutsche Volkshochschul-Verband führt im Land Programme zur Erwachsenenalphabetisierung und der Weltfriedensdienst zur Konfliktprävention durch. Daneben sind verschiedene private Initiativen im Land aktiv.

## Kulturbeziehungen
Trotz eines positiven Deutschlandbildes ist die deutsche Kultur in Guinea relativ unbekannt. Einige Guineer haben in der Bundesrepublik Deutschland und auch in der DDR studiert. In den letzten Jahren ist das Interesse in Guinea an deutscher Bildung gestiegen. Zwischen der Universität Conakry und der Universität Bremen besteht eine Partnerschaft.

## Migration
Im Jahre 2021 lebten knapp 19.000 Guineer in Deutschland.

## Diplomatische Standorte
- Deutschland hat eine Botschaft in Conakry.[6]
- Guinea hat eine Botschaft in Berlin.[7]